# DistroWatch
DistroWatch ist eine seit dem 31. Mai 2001 aktive Website, die allgemeine Informationen, Neuigkeiten und ein Beliebtheitsranking zu verschiedenen Linux-Distributionen sowie zu anderen freien oder quelloffenen Betriebssystemen wie etwa OpenSolaris oder BSD anbietet.
DistroWatch listet ausführlich die Versionsunterschiede einzelner Distributionen sowie die darin enthaltenen Pakete auf. Außerdem werden Informationen über die Prozessorarchitektur und das Dateisystem sowie der Preis angezeigt. Die Seite Top-Ten-Distributionen soll zudem einen ausführlichen Überblick über die heute führenden Distributionen verschaffen.

## Seitentreffer-Rangliste
| Jahr             | Rang | Distribution  | Seitenaufrufe pro Tag |
| ---------------- | ---- | ------------- | --------------------- |
| 2025 1. Semester | 1    | CachyOS       | 2997                  |
| 2025 1. Semester | 2    | Linux Mint    | 2795                  |
| 2025 1. Semester | 3    | MX Linux      | 1820                  |
| 2024             | 1    | MX Linux      | 2377                  |
| 2024             | 2    | Linux Mint    | 2326                  |
| 2024             | 3    | EndeavourOS   | 1942                  |
| 2023             | 1    | MX Linux      | 1686                  |
| 2023             | 2    | Linux Mint    | 2097                  |
| 2023             | 3    | EndeavourOS   | 1942                  |
| 2022             | 1    | MX Linux      | 2791                  |
| 2022             | 2    | EndeavourOS   | 2460                  |
| 2022             | 3    | Linux Mint    | 2154                  |
| 2021             | 1    | MX Linux      | 3384                  |
| 2021             | 2    | EndeavourOS   | 2601                  |
| 2021             | 3    | Manjaro       | 2302                  |
| 2020             | 1    | MX Linux      | 3.909                 |
| 2020             | 2    | Manjaro       | 2.690                 |
| 2020             | 3    | Linux Mint    | 2.345                 |
| 2019             | 1    | MX Linux      | 4.604                 |
| 2019             | 2    | Manjaro       | 2.909                 |
| 2019             | 3    | Linux Mint    | 2.136                 |
| 2018             | 1    | Manjaro       | 3.778                 |
| 2018             | 2    | Linux Mint    | 2.495                 |
| 2018             | 3    | Elementary OS | 1.708                 |
| 2017             | 1    | Linux Mint    | 2.886                 |
| 2017             | 2    | Debian        | 1.959                 |
| 2017             | 3    | Manjaro       | 1.795                 |
| 2016             | 1    | Linux Mint    | 2.905                 |
| 2016             | 2    | Debian        | 1.819                 |
| 2016             | 3    | Ubuntu        | 1.576                 |
| 2015             | 1    | Linux Mint    | 3.084                 |
| 2015             | 2    | Debian        | 1.810                 |
| 2015             | 3    | Ubuntu        | 1.617                 |
| 2014             | 1    | Linux Mint    | 2.897                 |
| 2014             | 2    | Ubuntu        | 2.022                 |
| 2014             | 3    | Debian        | 1.678                 |
| 2013             | 1    | Linux Mint    | 3.614                 |
| 2013             | 2    | Ubuntu        | 1.933                 |
| 2013             | 3    | Debian        | 1.831                 |
| 2012             | 1    | Linux Mint    | 3.752                 |
| 2012             | 2    | Mageia        | 2.095                 |
| 2012             | 3    | Ubuntu        | 2.045                 |
| 2011             | 1    | Linux Mint    | 2.618                 |
| 2011             | 2    | Ubuntu        | 2.192                 |
| 2011             | 3    | Fedora        | 1.628                 |

Die Seitentreffer-Rangliste (Page Hit Ranking) von DistroWatch gilt als “the best ‚barometer‘ on Linux distributions on the internet” und wird oft zitiert, wenn es um die Popularität einzelner Distributionen geht. Das Bewertungssystem von Distrowatch ist aber auch anfällig für Betrügereien, und einige Hersteller wurden beschuldigt, dies zumindest versucht zu haben. Auch der Gründer der Seite, Ladislav Bodnar, ist sich dessen bewusst:

“I’d like to believe that there is some truth in the figures, but in all honesty, they really don’t mean all that much and should not be taken very seriously.”

„Ich würde gerne glauben, dass in den Zahlen irgendeine Wahrheit steckt, aber mal ehrlich, sie sind nicht so aussagekräftig und sollten nicht so ernst genommen werden.“

Ermittelt werden die Zahlen über die Zugriffe auf die Beschreibungsseiten der Distributionen. Diese und weitere, ausführlichere Distributionen-Ranglisten und Statistiken findet man auf Unterseiten von DistroWatch.

## Paketliste
DistroWatch ermittelt ob und wenn ja, in welcher Version eine Software in einer Distribution enthalten ist und ermöglicht so, die Distributionen miteinander zu vergleichen. Dabei gelten für alle aufgeführten Systeme die gleichen Regeln; so wird etwa auch auf der Distrowatch-Seite zu OpenBSD angegeben, ob der Linuxkernel enthalten ist.